# Spiroporococcus braggi
Spiroporococcus braggi är en insektsart som först beskrevs av Cockerell och Robinson 1915.  Spiroporococcus braggi ingår i släktet Spiroporococcus och familjen filtsköldlöss. Inga underarter finns listade i Catalogue of Life.